# Chryso-hypnum squarrosulum
Chryso-hypnum squarrosulum är en bladmossart som beskrevs av Nishimura och Hisatsugu Ando 1986. Chryso-hypnum squarrosulum ingår i släktet Chryso-hypnum och familjen Hypnaceae. Inga underarter finns listade i Catalogue of Life.